# Raymond Depardon
Raymond Depardon (6 de juliol de 1942, Villefranche-sur-Saône, França) és un fotògraf, realitzador i fotoperiodista francès, cofundador de l'agència de fotografia Gamma.
Als dotze anys s'inicia en el món de la fotografia prenent fotos de la granja familiar. L'any 1956 entra a treballar com a ajudant a l'estudi de fotografia i òptica del seu poble i posteriorment inicia un curs per correspondència fins que l'any 1958, amb setze anys, es trasllada a París i comença a col·laborar, com a fotògraf independent, amb l'agència Dalmas.
A 1966 coneix a Gilles Caron i funda amb ell i d'altres fotògrafs l'agència Gamma, fet que els portarà a viatjar junts per tot el món, començant per l'Àfrica i Orient Pròxim.
El 1969 realitza el seu primer documental dedicat al txec, Jan Palach i el següent any és fet presoner al Txad amb en Gilles Caron, qui desapareixerà poc després a Cambodja, fet que porta a en Raymond a abandonar el reportatge fotogràfic durant un parell d'anys.
L'any 1973 es fa càrrec de la direcció de l'agència Gamma i realitza un llibre, en col·laboració amb Chas Gerretsen i David Burnett, dedicat al Xile de Pinochet amb el que guanyaran el premi Robert Capa. Entre els anys 1974 i 1977, va cobrir el segrest de l'etnòloga francesa, Françoise Claustre, al nord del Txad. L'any 1978 deixa Gamma i s'uneix a Magnum Photos
El 1984 és convidat a participar en un important projecte consistent en inventariar el paisatge rural i urbà francés (DATAR).
Com a director de cinema, ha rebut tres Premis César i ha estat candidat als Oscar.

## Filmografia
- 1963: Venezuela
- 1969: Jan Palach (curtmetratge).
- 1970: Tchad 1 - l'Embuscade (curtmetratge).
- 1973: Iemen - Arabie heureuse
- 1974: 1974, une partie de campagne
- 1975: Tchad 2 (curtmetratge).
- 1976: 
  - Tibesti Too (curtmetratge).
  - Tchad 3 (curtmetratge).
- 1981: 
  - Reporters
  - Numéros zéro
  - Sant Clement
- 1982: Piparsod (curtmetratge).
- 1983: 
  - Faits divers
  - Dix minutes de silence pour John Lennon (curtmetratge).
- 1984: Les Années déclic
- 1985: Une Femme en Afrique
- 1986: New York, N.Y. (curtmetratge).
- 1988: Urgences
- 1989: Une Histoire très simple (curtmetratge).
- 1990: 
  - Contacts (curtmetratge).
  - La Captive du désert
- 1991: Contre l'oubli (segment, Pour Alirio de Jesus Pedraza Becerra, Colombie).
- 1993: Face à la mer (curtmetratge).
- 1994: 
  - Montage (curtmetratge).
  - Délits flagrants
- 1995: 
  - À propos de Nice, la suite (segment, Prom, La).
  - Lumière et compagnie
- 1996: 
  - Malraux (curtmetratge).
  - Afriques, Comment ça va avec la douleur ?
- 1998: Paris
- 1999: Muriel Leferle
- 2000: Contacts (sèrie de televisió, 1 episodi).
- 2001: Profils paysans, l'approche
- 2002: Un homme sans l'Occident
- 2003: Chasseurs et chamans (curtmetratge).
- 2004: 10e chambre - Instants d'audience
- 2005:
  - Quoi de neuf au Garet ? (curtmetratge).
  - Profils paysans, le quotidien
- 2007: col·lectiu: Chacun son cinéma, amb Theodoros Angelopoulos, Olivier Assayas, Bille August, Jane Campion, Youssef Chahine, Chen Kaige, Michael Cimino, Ethan Coen, Joel Coen, David Cronenberg, Jean-Pierre Dardenne, Luc Dardenne, Manoel d'Oliveira, Atom Egoyan, Amos Gitai, Alejandro González Iñárritu, Hou Hsiao-hsien, Aki Kaurismäki, Abbas Kiarostami
- 2008:
  - Profils paysans: La vie moderne
  - Donner la parole (curtmetratge).
  - Le tour du monde en 14 jours (curtmetratge).
- 2011: Au bonheur des maths (curtmetratge).
- 2012: Journal de France
- 2016: Les habitants
- 2017: 12 jours

## Premis
- Font: Pàgina de Depardon a IMDb.

| Any  | Pel·lícula                                | Premi                                                    | Categoria                               | Resultat  |
| ---- | ----------------------------------------- | -------------------------------------------------------- | --------------------------------------- | --------- |
| 1979 | Tibesti Too                               | Premis César                                             | César al millor curtmetratge documental | Nominat   |
| 1982 | Reporters                                 | Premis César                                             | César al millor curtmetratge documental | Guanyador |
| 1986 | New York, N.Y.                            | Premis César                                             | César al millor curtmetratge documental | Guanyador |
| 1988 | Urgences                                  | Premi Cahiers du cinéma                                  | Top 10 Fim Award                        | Nominat   |
| 1990 | La Captive du désert                      | Festival Internacional de Cinema de Canes                | Palma d'Or                              | Nominat   |
| 1990 | La Captive du désert                      | Festival Internacional de Cinema d'Estocolm              | Cavall de Bronze                        | Nominat   |
| 1995 | Délits flagrants                          | Premis César                                             | César al millor curtmetratge documental | Guanyador |
| 1995 | Délits flagrants                          | International Documentary Film Festival Amsterdam (IDFA) | Premi Joris Ivens                       | Guanyador |
| 1995 | Délits flagrants                          | Festival Internacional de Cinema de Vancouver            | Millor documental                       | Guanyador |
| 1997 | Malraux                                   | Festival Internacional de Cinema de Berlín               | Millor curtmetratge                     | Nominat   |
| 1997 | Afriques, Comment ça va avec la douleur ? | Festival Internacional de Cinema Documental de Múnic     | Outstanding Documentary Film            | Guanyador |
| 1997 | Afriques, Comment ça va avec la douleur ? | Festival Internacional de Cinema Documental de Yamagata  | Robert and Frances Flaherty Prize       | Nominat   |
| 1997 | Afriques, Comment ça va avec la douleur ? | Festival Internacional de Cinema Documental de Yamagata  | Major's Prize                           | Guanyador |
| 2000 | Conjunt de la seva obra                   | Festival de Cinema de Cracòvia                           | Premi Drac de Dracs                     | Guanyador |
| 2002 | Un homme sans l'Occident                  | Festival Internacional de Cinema de Venècia              | Upstream Prize                          | Nominat   |
| 2004 | 10e chambre - Instants d'audience         | Festival Internacional de Cinema de Chicago              | Millor documental                       | Guanyador |
| 2008 | Profils paysans: La vie moderne           | Festival Internacional de Cinema de Canes                | Golden Eye                              | Nominat   |
| 2008 | Profils paysans: La vie moderne           | Festival Internacional de Cinema Documental de Jihlava   | Millor documental mundial               | Nominat   |
| 2008 | Profils paysans: La vie moderne           | Premi Louis-Delluc                                       | -                                       | Guanyador |
| 2009 | Profils paysans: La vie moderne           | Premis César                                             | César a la millor pel·lícula documental | Nominat   |
| 2013 | Journal de France                         | Premis César                                             | César a la millor pel·lícula documental | Nominat   |
| 2017 | 12 jours                                  | Festival Internacional de Cinema de Chicago              | Millor documental                       | Nominat   |
| 2017 | 12 jours                                  | Festival Internacional de Namur de cinema francòfon      | Best Cinematography                     | Guanyador |
| 2017 | 12 jours                                  | Festival Internacional de Cinema de Sant Sebastià        | Premi Zabaltegi-Tabakalera              | Nominat   |
| 2018 | 12 jours                                  | Premis César                                             | César a la millor pel·lícula documental | Nominat   |